# Leofwine
Leofwine ist ein männlicher Vorname.

## Herkunft und Bedeutung
Der Name wurde im Angelsächsischen verwendet und bedeutet lieber Freund. Er ist abgeleitet von den altenglischen Elementen lieber/angenehmer/geliebter und Freund. Dies war der Name eines englischen Heiligen aus dem 8. Jahrhundert, auch Lebuin genannt, der in Friesland Missionsarbeit leistete.
Namensvarianten sind Lieven, Lievin (flämisch) sowie Levin (deutsch).

## Bekannte Namensträger
- Leofwine Godwinson (1035–1066), Sohn des Earl Godwin Wulfnothson von Wessex und Bruder des kurzzeitigen englischen Königs Harold Godwinson
- Leofwine von Mercia (fl. 994–1023), Earldorman der Hwicce, möglicherweise Ealdorman von Mercia